# 이토이 요오지
이토이 요오지(糸井 羊司, いとい ようじ, 1977년 11월 28일 미에현 욧카이치시 ~ )는 일본의 언론인이며 NHK 소속의 남성 아나운서이다. 애칭은 이토요오지(糸ようじ)이다.

## 생애
이토이 요오지(糸井 羊司)는 1977년 11월 28일 일본 미에현 욧카이치시 출신이다. 그는 미에현에서 초등학교 졸업을 한 뒤 중학교때 가나가와현으로 이사를 했고 가나가와현 가와사키시 다마구에 있는 가나가와현립 다마고등학교(神奈川県立多摩高等学校)를 졸업하고 도쿄도 지요다구에 있는 조치 대학 문학부 신문학과를 졸업했다.

## 입사
이토이(糸井) 아나운서는 2000년 NHK에 입사했다. 첫 발령지인 NHK 후쿠시마 방송국에서 아나운서로써 시작을 했다. 당시에 후쿠시마현 뉴스진행 및 리포터를 했다. 그러다가 2006년 4월 개편에 의해 NHK 나고야 방송국으로 옮겼다. 그는 2006년 4월 - 2009년 3월까지 NHK 나고야 방송국에 위크엔드 중부를 진행을 했었고 2005년 4월 - 2006년 3월・2009년 - 2010년 3월까지 NHK 뉴스 오하이요 도카이를 진행했었는데 후자는 2주마다 아사노 미츠나리 아나운서와 교대로 담당했었다. 그러다가 2011년 도쿄도에 NHK 방송 센터의 아나운서실로 옮겼다. 그는 2015년 3월 말까지 활동하다가 2015년 4월 개편에 따라 NHK 삿포로 방송국으로 옮겼다. 2015년 4월부터 2019년 3월까지 3년 11개월 동안 있었는데 NHK 뉴스 오하요 홋카이도 토요 시리즈를 2015년 4월 4일부터 2017년 4월 1일까지 진행했고 2017년 4월부터 2019년 3월까지 홋카이도 클로즈업을 진행했었고 2018년 11월 5일부터 9일까지 잠시 뉴스 워치 9 대리 리포터를 했다. 그러다가 2019년 4월 개편에 따리 다시 NHK 방송 센터 아나운서실로 옮겼다. 현재 그는 뉴스 워치 9에 나레이션과 뉴스 리더를 하고 있고 뉴스 오늘 하루에서도 뉴스 리더를 하고 있다. 그리고 평일 오후 3시와4시, 공휴일 밤 11시 50분에 뉴스 기상정보를 진행하고 있고 2019년 4월 29일부터는 공휴일에 뉴스 645에 수도권 뉴스 진행을 하다가 2022년 4월 4일 개편에 따라 산조오 마사유키 후임으로 평일 NHK 정오뉴스 진행과 뉴스 라이브 저녁 5시와 뉴스 금요일 5시의 뉴스레터를 맡고 나서 2022년 4월 4일부터 2024년 3월 28일까지 NHK 정오 뉴스 진행을 하다가 2024년 4월 1일 봄개편에 따라 NHK 뉴스 7 평일(월 ~ 목) 진행자로 하게 되었다.

## 에피소드
이토이(糸井) 아나운서는 어릴때부터 퀴즈에 흥미를 가졌고 초등학교 6학년때 주부닛폰 방송에『 천재 퀴즈 』에 출전해서 천재상에 수상했다. 그리고 학창 시절에는 TBS 텔레비전의 『 올스타 추수감사절 』의 인력으로 문제 제작에 참여한 바 있다. 그리고 1995년 제42회 NHK배 전국 고교 방송 콘테스트 방송 부문에서 4위 입상했다. 그리고 유년 시절부터 열렬한 철도 팬이기도 하다, 3명의 아들과 함께『 NHK 뉴스 오하요 일본 』의 블로그에서 자주 거론되었고. 또 오하요 홋카이도 토요 플러스 담당 당시에는 홋카이도 신칸센의 화제가 다루어졌을 때,자신이 소유하고 있는 신칸센의 N 게이지의 모형을 프로그램내에서 피로한 것을 블로그로 밝혔다고 회상했다. 그리고 2015년 2월 22일 방송분의 "오늘밤도 생으로 사다 마사시"에서 메시지를 접수, 2015년 최초의 정시 뉴스(2015년 1월 하루 0:15-0:20)을 담당한 것에 대해서, 상사에게 "양년의 첫 뉴스의 담당이 된 것은 의도적인가"라는 물음에 상사가 선선히 수긍했다는 에피소드를 피로하고 있었다고 했다. 이토이 자신은 뱀띠고, 이름의 "양지"는 크리스챤의 모친이 "양을 관장한다"는 것으로 유래해서 알아맞힌 것이라고 한다.